# Finn Skårderud

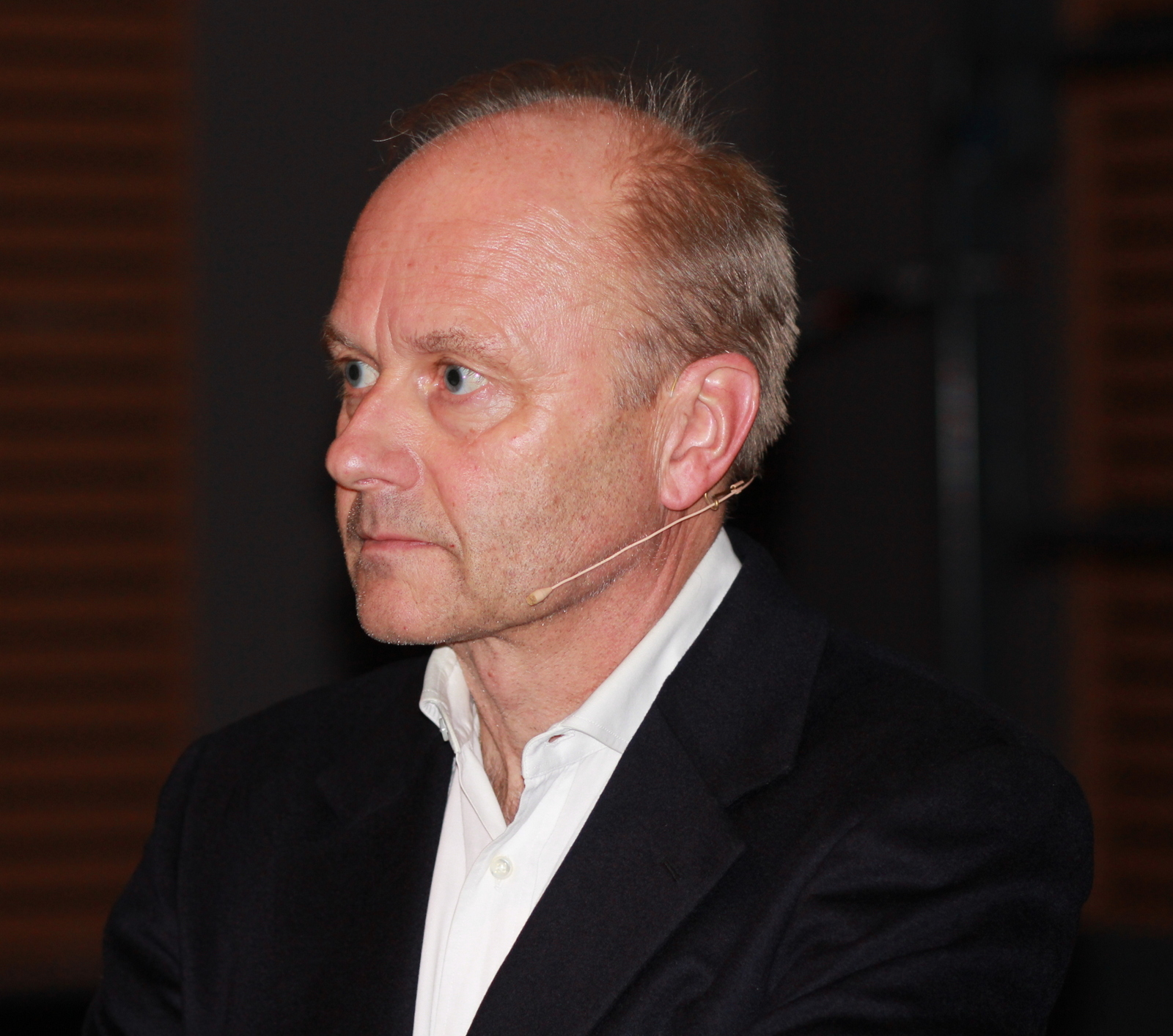
Finn Skårderud, 2013

Finn Skårderud (* 27. Oktober 1956) ist ein norwegischer Psychiater, Psychotherapeut, Autor und Hochschullehrer.

## Leben
Skårderud leitet das Psychotherapie-Projekt am Universitätshospital Oslo, hat eine Privatpraxis und ist Psychiater für das Norwegische Olympische Komitee. Er ist Professor an der Universität Oslo und der Hochschule Lillehammer. Er ist außerdem Autor sowie Film-, Kunst- und Literaturkritiker und hat viele wissenschaftliche Artikel und Bücher veröffentlicht über Psychiatrie, Psychologie, Kultur, Literatur und Film. Im Jahre 1992 wurde Skårderud mit dem Karl-Evangs-Preis (Karl Evangs pris) ausgezeichnet.
Im November 2022 ging die Schriftstellerin Hilde Rød-Larsen mit Vorwürfen zu grenzüberschreitendem Verhalten durch einen zu diesem Zeitpunkt nicht namentlich genannten, bekannten Psychiater an die Öffentlichkeit. Die zuständigen Behörden begannen daraufhin eine breite Untersuchung, im Rahmen derer mehrere Fälle auftauchten. Auch stellte sich heraus, dass es bereits 2003 eine Meldung an die Aufsichtsbehörde gab, der zufolge er sich zwei Jahre zuvor gegenüber einer zu dem Zeitpunkt dreizehnjährigen Patientin, auch sexuell, grenzüberschreitend verhalten habe. Langjährige Patientinnen schilderten ein mangelhaftes Rollenverständnis, Machtmissbrauch und dass Skårderud seine Rolle als Psychiater missbraucht habe, um an sexuelle Kontakte zu kommen. Im Dezember 2023 schloss die Aufsichtsbehörde Helsetilsynet das Aufsichtsverfahren mit dem Entzug der ärztlichen Autorisierung ab. Begründet wird diese Entscheidung u. a. mit umfassenden, ernsten und wiederkehrenden Mängeln in Hinsicht auf u. a. Anamnese, Verschreibung suchtgefährlicher Medikamente und Rollenverständnis. Hervorgehoben wird auch, dass seine Aussagen zum Rollenverständnis ein mangelndes Problembewusstsein zeigten und damit ein hohes Risiko bestehe, dass die gleichen Fehler weiterhin auch gegenüber neuen Patienten begangen würden. Sein Anwalt Halvard Helle kündigte eine Berufung gegen diesen Entscheid an.

## Trivia
Skårderud wird in dem oscarprämierten dänischen Film Der Rausch (2020) von Thomas Vinterberg zitiert mit der These, dass der Mensch mit einem konstanten Pegel von ca. 0,5 Promille Alkohol im Blut ein besseres Leben im Sinne von gesteigerter sozialer und geistiger Leistungsfähigkeit führe.